# Kelly Rohrbach
Kelly Rohrbach (ur. 21 stycznia 1990 r. w Nowym Jorku) – amerykańska aktorka.

## Filmografia[1]
- Baywatch. Słoneczny patrol (Baywatch, 2017) jako CJ Parker
- W deszczowy dzień w Nowym Jorku (A Rainy Day in New York, 2019) jako Terry